# Rolf Hasenclever
Rolf Hasenclever (* 25. Mai 1928 in Lüdenscheid; † 18. November 2008 in Ebenau, Österreich) war ein deutscher Ingenieur, Unternehmer und Verbandsfunktionär, ferner Autor und Jazzmusiker.

## Leben
Rolf Hasenclever war der Sohn von Hugo Hasenclever, der 1924 in Lüdenscheid einen kunsthandwerklichen Betrieb gründete.
1949 trat Rolf Hasenclever in den väterlichen Betrieb ein. 1960 erfand er das erste modulare System für die Herstellung von Spritzgießwerkzeugen. Diese patentierte Erfindung löste eine Steigerung der Produktivität nicht nur in seinem eigenen Unternehmen, sondern auch darüber hinaus in der gesamten Kunststoffbranche aus. Während damals jedes Werkzeug ein Unikat war, befasste sich der Firmengründer der HASCO Hasenclever GmbH + Co KG Lüdenscheid mit den wesentlichen Funktionsteilen eines Spritzgießwerkzeuges. Er entwickelte standardisierte Bauelemente, die in höchster Präzision in großen Stückzahlen hergestellt werden konnten. Die Rüstzeiten wurden dadurch auf ein Drittel der Zeit verkürzt. Frühzeitig hatte Hasenclever auch die Bedeutung von CAD erkannt.
Er war in den 1970er und 1980er Jahren Präsident des Bundesverbands Metall und ab 1975 Präsident der 1954 in Zürich gegründeten Internationalen Metall-Union (IMU), aus der die Europäische Metall-Union (EMU) hervorging. Er schrieb einige Bücher und war auch als Vorstand bei der Signal Iduna Versicherung tätig.
Rolf Hasenclever war auch als Jazzmusiker aktiv, war 1957 Initiator und 1959 Mitgründer des Jazz Club Lüdenscheid e. V.
Für sich und seine Nachfahren gestaltete Hasenclever 1981 das Familienwappen neu.

## Publikationen
- Erfolg so nebenbei : Rezepte für den Umgang mit Menschen. Deutscher Instituts-Verlag, Köln 1979.

Weitere Aufl.: Simpl-Verlags-GmbH, Köln / Signum-Verlag, Wien; Neuaufl. 1989: Verlag Busse + Seewald, Herford
- Der Wesensstern : praktische Lebenshilfen. Simpl-Verlags-GmbH, Köln 1981.

3. Aufl. u.d.T. Mit dem Erfolg per Du : Ratschläge für den Weg nach oben. Verlag Busse + Seewald, Herford 1987
- Erfolg kann man lernen : Ratgeber für alle, die was werden wollen. Verlag Busse + Seewald, Herford 1986.
- Leitsprüche : aus dem Leben für das Leben. Verlag Busse + Seewald, Herford 1988.

als Herausgeber:
- Don Bosco und die Welt der Arbeit. [mehrtlg. Werk]

Engelhardt, Neunkirchen-Seelscheid 1988 (Tl. 1) / Vogel, Lüdenscheid 1989–1992; 1996–2003? (Tl. 2–8; 13–20) / Tuschen, Dortmund 1992–1995 (Tl. 9–12)

## Auszeichnungen (Auswahl)
- Bundesverdienstkreuz am Bande, Verleihung am 12. August 1976
- Goldene VÖK-Ehrennadel der Vereinigung Österreichischer Kunststoffverarbeiter, 1978[7]
- Verdienstkreuz 1. Klasse, Verleihung am 19. August 1980
- Ehrensenator der Technischen Universität Wien, 1984
- Großes Verdienstkreuz, Verleihung am 15. August 1984
- Großes Verdienstkreuz mit Stern, Verleihung am 16. November 1987[8]
- Gregoriusorden Komtur mit Stern (Commendatore con Placca), 5. November 1991[9]